# ヘルムート・ハーラー
ヘルムート・ハーラー（Helmut Haller, 1939年7月21日 - 2012年10月11日）は、ドイツ出身の元サッカー選手。選手時代のポジションはミッドフィールダー。

## 経歴
ハーラーは1957年に故郷のFCアウクスブルクで選手キャリアをスタート。1962年にイタリアのボローニャFCへ移籍し、翌1963-64シーズンのスクデット制覇に貢献。1968年からは強豪のユヴェントスへ移籍し、2度のスクデット獲得（1971-72、1972-73）に貢献するなど、主にイタリアを舞台に活躍を続けた。晩年は、再びFCアウクスブルクへ戻り1979年に現役を引退した。
西ドイツ代表としては、1958年9月24日のデンマーク戦で代表デビューを飾った。そして1962年のFIFAワールドカップ・チリ大会、1966年のFIFAワールドカップ・イングランド大会、1970年のFIFAワールドカップ・メキシコ大会と3大会連続出場を果たすなど、国際Aマッチ33試合13得点を記録した。1966年イングランド大会では西ドイツの準優勝に貢献、決勝のイングランド戦では最初の得点を記録した（試合は2-4で敗退）。
2006年12月26日、ハーラーは重い心筋梗塞を患い集中治療室へ送られた。懸命な治療の結果により容態は回復した。
2012年10月11日、死去。73歳没。